# Cochamó
Cochamó es un pueblo y comuna de la zona sur de Chile perteneciente a la provincia de Llanquihue, Región de Los Lagos. La comuna limita al norte con Puerto Varas, al oeste con Puerto Montt, al sur con Hualaihué y al este con Argentina. Cuenta con una población de 4023 habitantes (al 2017) y se ubica en una zona netamente cordillerana pero con influencia marítima gracias al estuario de Reloncaví. Destaca por sus paisajes naturales y por ser un destino para la práctica de deporte aventura.

## Toponimia
Cochamó recibe su nombre del mapudungun Kocha-mo, es decir, 'donde se unen las aguas', debido a que es el lugar donde el estuario de Reloncaví se une al mar.

## Historia
El poblamiento en la zona se remonta a épocas prehispánicas. Los principales habitantes conocidos de la zona fueron los huilliches. También se habrían encontrado en el área poyas y puelches. Y aunque hay registros de intentos de colonización española desde el año 1578, solo a mediados del siglo XIX la extracción del alerce motivó el poblamiento del lugar, a través del estuario del Reloncaví, en pequeños asentamientos en las faldas de los cerros. A fines de ese siglo surgió el poblado de Cochamó, en el margen oriental del estuario de Reloncaví, consolidándose la etapa de ocupación permanente.
En 1907 se crea la subdelegación de Cochamó, dependiente entonces del antiguo Departamento de Llanquihue que tenía como cabecera a Puerto Montt. Sus límites quedan fijados de la siguiente manera:

Al norte, el volcan Calbuco i el rio Hueño-Hueño, hasta desembocar en el rio Petrohué, i desde ahí una línea hasta la cumbre del Tronador, comprendiendo los cerros del lago Cayetué; al este, la línea divisoria con la República Arjentina: al sur, una línea desde el cerro de la Aguja, en la línea divisoria con la Arjentina hácia el cerro de San Martin i Puntilla de Puelche, hasta las islas de Caicura en la boca del Reloncaví; al oeste, una línea desde las islas de Caicura hácia el cerro del Horno i que termine en la cumbre del volcan Calbuco.
Ley 1928, Ministerio del Interior

Luego de sucesivas modificaciones al orden político-administrativo nacional durante las primeras décadas del siglo XX, mediante la Ley 9844 de 1950 se crea la comuna-delegación de Cochamó, La nueva comuna queda constituida por los distritos 16.° Yates, 17.° Puelo, 18.° Cochamó, 19.° Ralún y 20.° Llanada Grande —que eran parte de Puerto Montt—, con cabecera en el pueblo de Cochamó. De igual manera, junto con Puerto Montt pasa a formar una agrupación municipal, quedando de cabecera la ciudad puerto.
En el marco del proceso de regionalización impulsado por la dictadura militar, en 1979 se establecen los actuales límites territoriales de la comuna —siendo el traspaso del sector de Ralún a Puerto Varas el cambio más relevante—, y se designa a la localidad de Río Puelo como capital comunal. Asimismo, queda completamente desligada de Puerto Montt.
Últimamente el ecoturismo se ha trasformado en una actividad en constante crecimiento en la zona, siendo destacado como un destino tanto en medios nacionales como internacionales.

## Medio ambiente

### Geomorfología y componentes abióticos

Trazado simplificado de los ecosistemas y cuerpos de agua presentes en la comuna de Cochamó.

La comuna de Cochamó se encuentra emplazada en las unidades geomorfológicas de Cordillera patagónica de fiordos y ríos de control tectónico y Cordillera volcánica activa; y presenta según la clasificación climática de Köppen clima de tundra (ET), clima de tundra de lluvia invernal (ET (s)), clima mediterráneo de lluvia invernal (Csb), clima mediterráneo frío de lluvia invernal (Csc), clima templado lluvioso (Cfb), clima templado lluvioso con leve sequedad estival (Cfb (s)), clima templado lluvioso e influencia costera (Cfb (i)), clima templado lluvioso frío (Cfc) y clima templado lluvioso frío con leve sequedad estival (Cfc (s)). Esta además se halla entre las cuencas hidrográficas de Costeras entre el río Puelo y río Yelcho, Cuencas e islas entre río Bueno y río Puelo y río Puelo. Además, la comuna posee diversos cuerpos de agua, entre los que se destacan el lago Azul, lago Vidal Gormaz, lago El Mosquito, lago Inferior, lago de Las Rocas, lago Tagua-Tagua, lago Totoral y lago Verde, lago Blanco, laguna Bravo, laguna Cascajal, laguna Chapa, laguna Cululi, laguna El Cabro, laguna Escondida, laguna Florentina, laguna Las Mellizas, laguna Link, laguna Raquelita, laguna Verde y lagunas de Sotomó; y río Alerce, río Apretura, río Arco, río Barraco, río Barrancas, río Barranco, río Blanco, río Cascajal, río Chilco, río Cochamó, río de Los Morros, río del Este, río El Tigre, río Escondido, río Frío, río La Junta, río Leones, río Llaquepe, río Manso, río Mazazo, río Negro, río Nevador, río Palace, río Pichun, río Puelo, río Puelo Chico, río Rollizo, río Santa Inés, río Tigre, río Tigre Chico y río Traidor.

### Componentes bióticos
Dentro del territorio de la comuna se pueden hallar los siguientes ecosistemas:
- Bosque caducifolio templado andino donde predominan Nothofagus pumilio y Drimys andina (Vulnerable)
- Bosque caducifolio templado andino donde predominan Nothofagus pumilio y Ribes cucullatum (Preocupación menor)
- Bosque resinoso templado andino donde predomina Fitzroya cupressoides (Casi amenazado)
- Bosque siempreverde templado andino donde predominan Austrocedrus chilensis y Nothofagus dombeyi (Sin información)
- Bosque siempreverde templado andino donde predominan Nothofagus dombeyi y Saxegothaea conspicua (Casi amenazado)
- Bosque siempreverde templado interior donde predominan Nothofagus nitida y Podocarpus nubigenus (Preocupación menor)
- Matorral bajo templado andino donde predominan Adesmia longipes y Senecio bipontinii (Vulnerable)
- Zonas geográficas hinóspitas sin vegetación (Sin información)

### Medidas de protección ambiental y conflictos socioambientales
Hasta 2022, la comuna de Cochamó cuenta con las siguientes zonas que cuentan con algún nivel de protección ambiental:
- Bosques Templados Lluviosos (Reserva Biósfera)[17]
- Parque del Estuario (ex Factoría) (Iniciativa de Conservación Privada)[18]
- Parque Nacional Alerce Andino (Parque Nacional)[19]
- Parque Nacional Hornopirén (Parque Nacional)[20]
- Parque Nacional Pumalín Douglas Tompkins (Parque Nacional)[21]
- Parque Nacional Vicente Pérez Rosales (Parque Nacional)[22]
- Parque Rio Puelo (Iniciativa de Conservación Privada)[23]
- Parque Tagua Tagua (Iniciativa de Conservación Privada)[24]
- Reserva Forestal Llanquihue (Reserva Forestal)[25]
- río Puelo (Sitios ERB)[26]
- Santuario de la Naturaleza Parque Pumalín (Santuario de la Naturaleza)[27]
- Santuario de la naturaleza Valle Cochamó (santuario de la naturaleza)[28]
- Santuario Parque Pumalín (Iniciativa de Conservación Privada)[29]
- Termas de Sotomó (Iniciativa de Conservación Privada)[30]

## Demografía
De acuerdo al censo 2017 del Instituto Nacional de Estadísticas, Cochamó se extiende por un área de 3910,8 kilómetros cuadrados y tiene 4023 habitantes (2195 hombres y 1828 mujeres), lo que hace la comuna una zona rural completa. La población decreció 7,8 % (340 personas) entre los censos de los años 2002 y 2017.

### Localidades de la comuna
Estuario de Reloncaví:
Sotomó, Isla Marimeli, Llaguepe, Yates, Río Puelo, Cascajal, Pucheguín, Pocoihuén, Caleta Chaparano.
Valle de Cochamó:
Cochamó, La Junta.
Valle del río Puelo:
Alto Puelo, Puelo Bajo, Las Gualas, Punta Canelo, Punta Maldonado, Llanada Grande, Primer Corral, Segundo Corral, Paso Río Puelo.
Valle del río Manso:
El Manso, Steffen, Los Morros, Valle El Frío, Torrentoso, Paso El León, Paso Río Manso.

## Administración

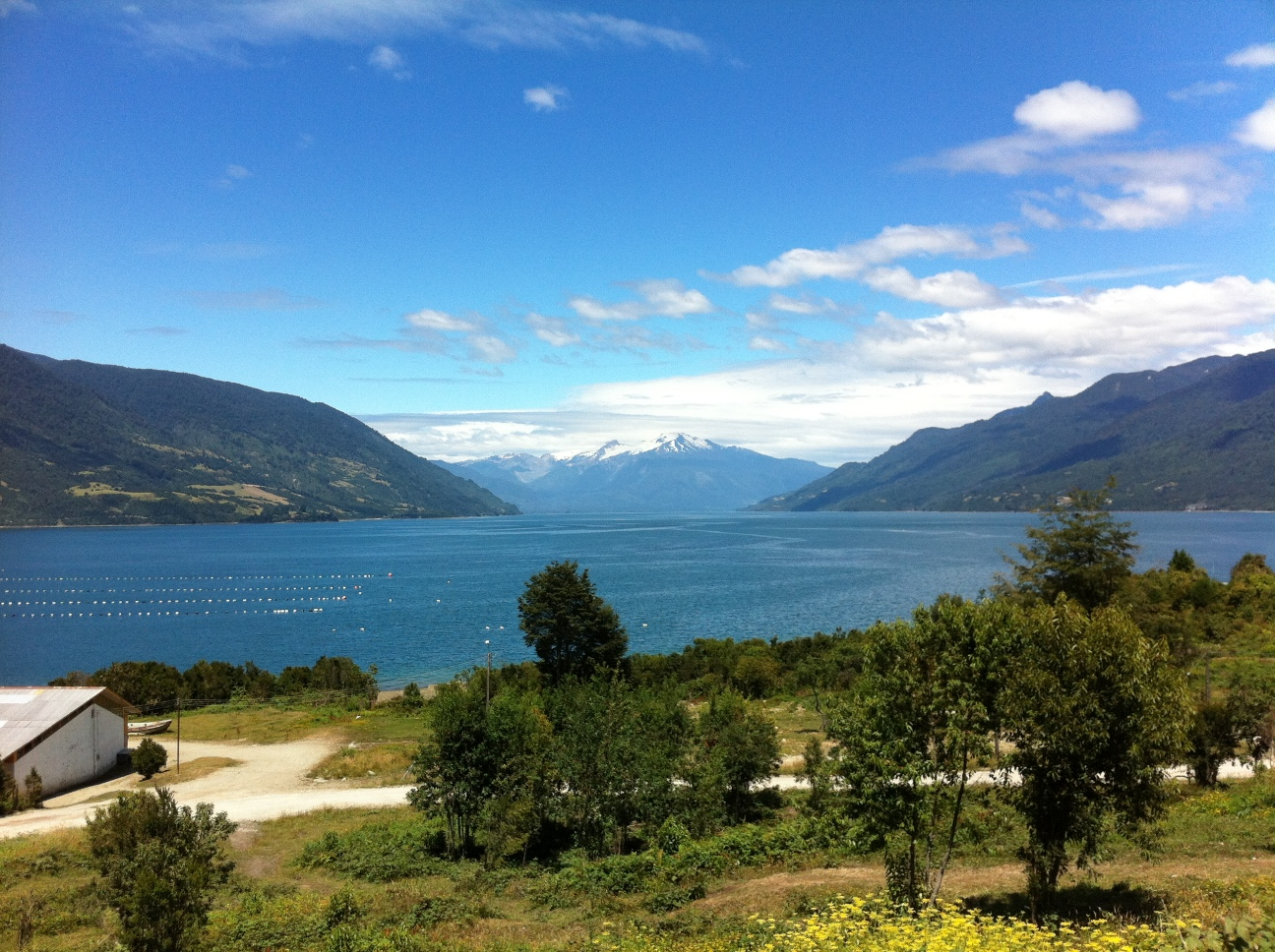
Localidad de Cochamó, con vista el Estuario del Reloncaví.

El alcalde la comuna es Silverio Morales Rosales. El concejo municipal está integrado, para el periodo 2016-2020, por los siguientes concejales:
- Cristina Sánchez Marín (RN)
- Pedro Hernández Gómez (Ind.)
- Pablo Marín Téllez (PRI)
- Roberto Altamirano Altamirano (PRI)
- Eduardo Dreau Mestre (Ind.)
- Marcela Chávez Chávez (PPD)

### Representación parlamentaria
Puerto Montt pertenece a la XIII Circunscripción Senatorial, que representa al total de comunas de la Región de los Lagos. Junto con las comunas de Puerto Montt, Maullín y Calbuco, y las pertenecientes a las provincias de Chiloé y Palena, integra el distrito electoral n.º 26.
En el Senado —para el periodo 2022-2030— está representada por Iván Moreira (UDI), Fidel Espinoza Sandoval (PS) y Carlos Kuschel Silva (RN).
En la Cámara de Diputados el distrito 26 está representado —para el periodo 2022-2026— por Alejandro Bernales Maldonado, Héctor Ulloa Aguilera, Mauro González Villarroel, Fernando Bórquez Montecinos y Jaime Sáez Quiroz

## Economía
En 2018, la cantidad de empresas registradas en Cochamó fue de 69. El Índice de Complejidad Económica (ECI) en el mismo año fue de -0,79, mientras que las actividades económicas con mayor índice de Ventaja Comparativa Revelada (RCA) fueron Venta al por Menor de Pescados, Mariscos y Productos Conexos (835,1), Barrido de Exteriores (691,42) y Fabricación de Otros Productos Textiles (286,13).
En el Estuario de Reloncaví se instalaron distintas estructuras de salmoneras. La comunidad tuvo problemas con las empresas, puesto que el cultivo de salmón como se estaba haciendo era extremadamente dañino para el ecosistema del estuario. Efectivamente, luego de que las empresas salmoneras se fueran de la zona, la pesca se volvió un negocio poco rentable debido al desbalance en el ecosistema, y esto, sumado a la aparición de negocios con más futuro, principalmente relacionados con la presencia de turistas, ha hecho que cada vez se pesque menos.
El año 2015 se aprobó la construcción de una central hidroeléctrica en el río Manso, que tendría como consecuencia, entre otras, la construcción de grandes postes a lo largo del Estuario de Reloncaví. Finalmente, luego del rechazo de ambientalistas y desafíos legales presentados por la comunidad, el proyecto fue desechado.

### Turismo

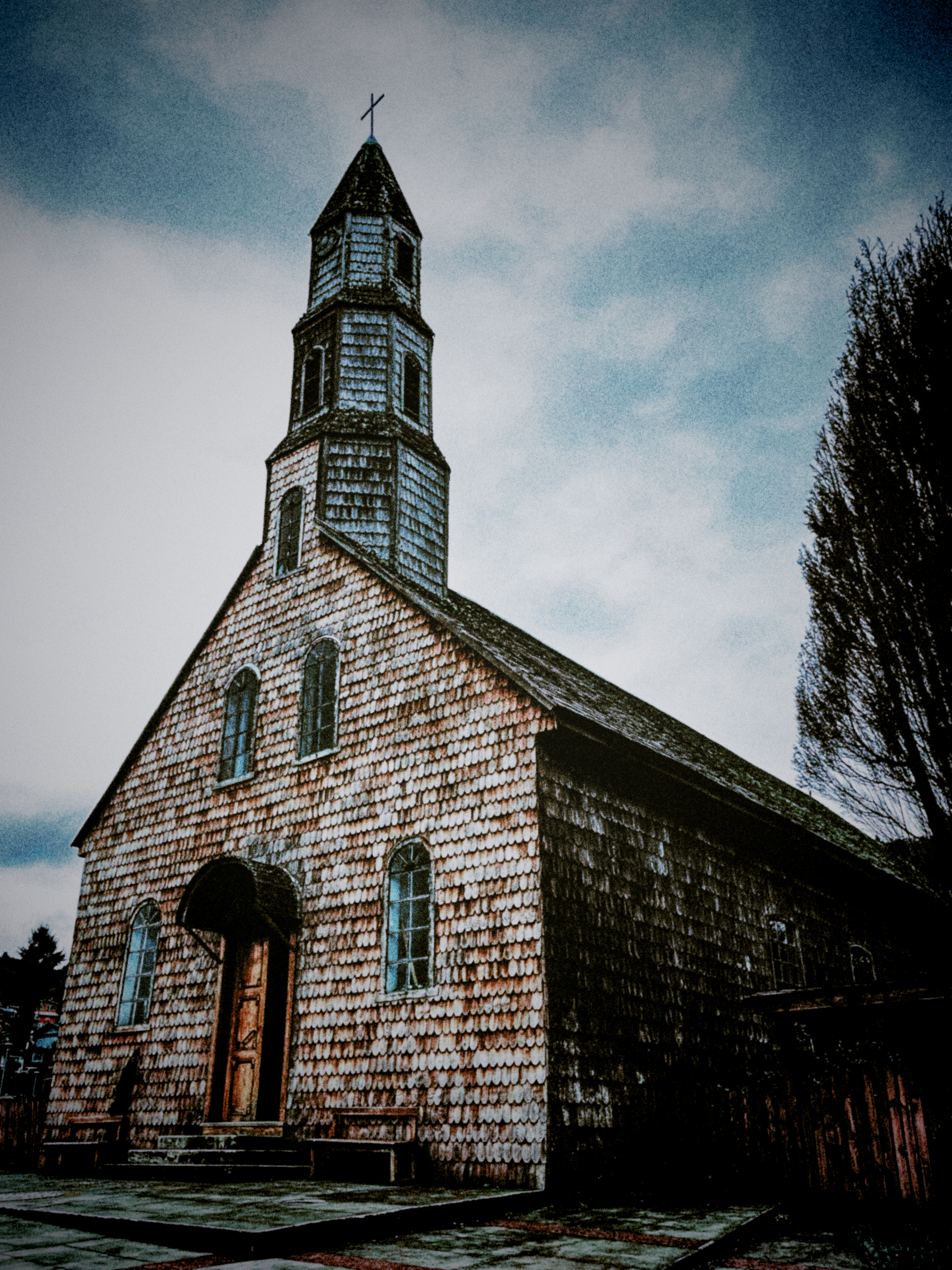
Iglesia de Cochamó

Hasta mediados de la década del 2010 el turismo en Cochamó era impulsado en gran parte por escaladores y escaladoras que se dirigían hacia La Junta, y Cochamó era un pueblo de paso. En los años esto ha cambiado, y Cochamó ha aumentado su actividad económica relacionada con el turismo: se han inaugurado múltiples recintos de hospedaje, atracciones turísticas, cámpines, cafés y restaurantes. Esto ha sido en desmedro de otras actividades comerciales tradicionales de la zona, como la pesca, que si bien sigue practicándose, ha disminuido su importancia en la economía local.
Desde Cochamó se puede subir en una caminata de unas horas, siguiendo el río Cochamó, a la denominada Junta, que es un sector del valle de Cochamó que alberga distintos cámpines y desde donde se puede llegar a múltiples puntos de escalada y caminata. La Junta es uno de los principales puntos de escalada de Latinoamérica, e incluso del mundo, y ha sido llamada "el Yosemite de Chile".
En el pueblo de Cochamó se pueden encontrar también rutas cortas de caminata que llevan a distintos miradores y cascadas naturales. También son una atracción "Los Columpios", a los que se puede llegar subiendo por avenida El Bosque, y que consisten en unos columpios ubicados al borde de una quebrada. También se puede visitar la iglesia de Cochamó que data de 1917 y se conserva en muy buen estado. En la costanera Arturo Prat se puede ver el estuario, y se instalan distintos puestos de los que se puede adquirir distintas artesanías de la zona. 
Las atracciones cercanas incluyen:
- Valle Cochamó
- Parque Nacional Vicente Pérez Rosales
- Parque Tagua Tagua
- Río Puelo
- Llanada Grande

## Servicios públicos

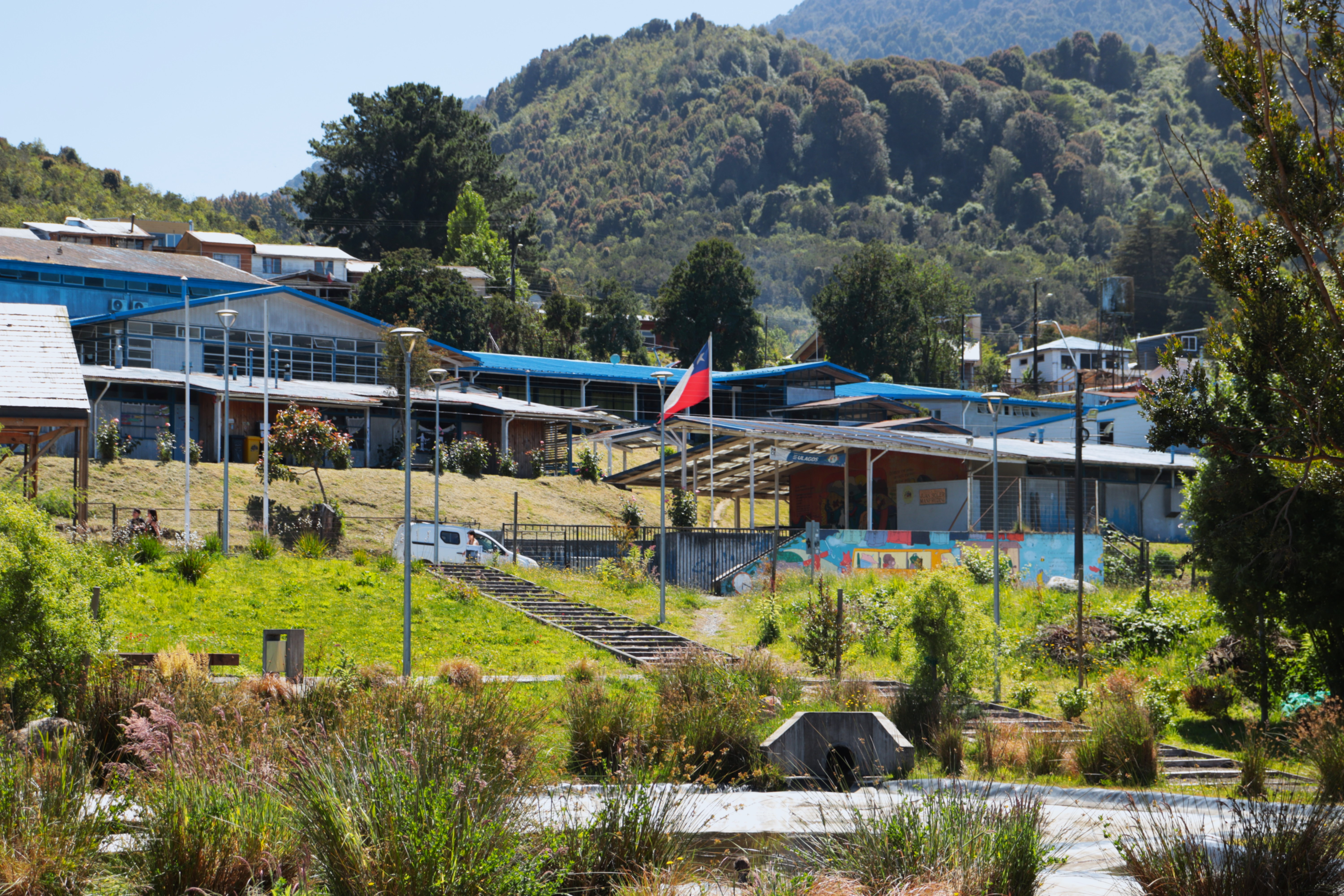
Escuela fronteriza Juan José Manfredini

Tiene una escuela básica llamada Escuela fronteriza Juan José Manfredini, y dos bibliotecas públicas: la Biblioteca Pública Municipal n.º 371 de Cochamó y la Biblioteca Pública Municipal N.º 224 de Río Puelo; esta última se encuentra ubicada a un costado de la Municipalidad de Cochamó, la cual está ubicada en el poblado de Río Puelo.

## Cultura
A inicios de febrero, en el pueblo de Cochamó, se celebra la semana Cochamonina, con especiales carreras de caballo, competencias y, algunos años, la realización de una minga.

## Medios de comunicación

### Radioemisoras
FM
- 88.7 MHz - Radio Cochamó
- 97.3 MHz - Radio La Sabrosita
- 107.7 MHz - Radio Trauco

### Televisión

#### TDT (asignadas para su futura emisión)
- 7.1 - TVN HD
- 7.2 - NTV
- 7.31 - TVN One Seg
- 13.1 - Canal 13 HD
- 13.2 - T13 En Vivo
- 13.31 - Canal 13 One Seg

También se encuentra asignada esta señal, pero sin embargo, es posible que el canal pueda renunciar su concesión de televisión como lo que ha ocurrido en otras ciudades del país 
- 9.1 - Mega HD
- 9.2 - Mega 2
- 9.31 - Mega One Seg